# 台糖大林廠
大林糖廠是一座隸屬於台糖的製糖工廠，位於臺灣嘉義縣大林鎮，現已停止製糖並轉作觀光用途。

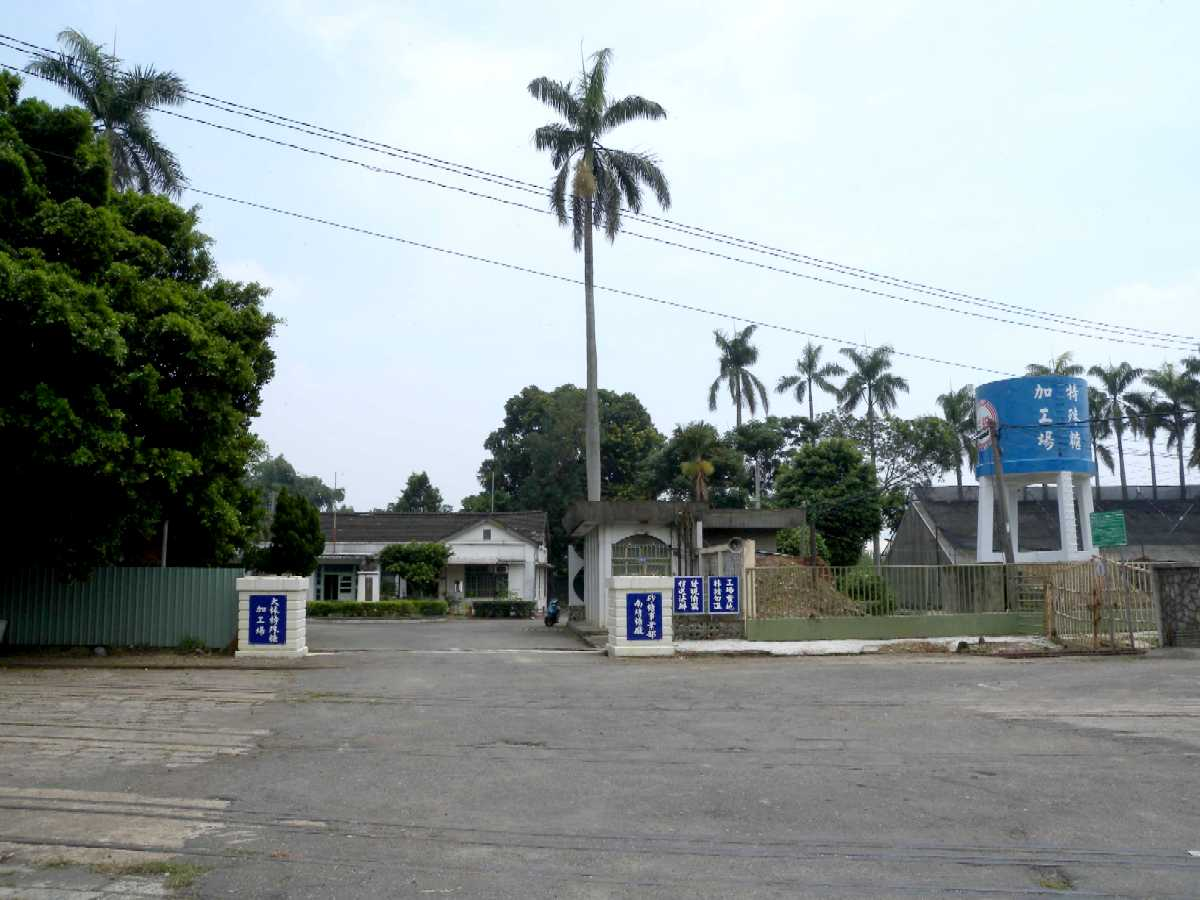
南靖糖廠大林特殊糖加工場

## 沿革
台糖大林廠，舊稱大林製糖所，為日治時代私人企業「新高製糖株式會社」嘉義工場，創設於1913年，每日壓搾甘蔗量1600公噸，並為配合糖業需要而有興建產業鐵路，通常以運送原料為主，但亦能載運旅客。1935年併於大日本製糖株式會社，戰後，於1945年底由台灣糖業公司接收，改名為大林糖廠，並將所有糖廠整併為國營事業，產業鐵路也修築為南北平行預備線。大林糖廠於1972年改隸虎尾總廠，1992年10月1日倂於北港糖廠。隨著台灣糖業的消寂，在1995年7月1日製糖工場正式停止製糖。

## 現況
大林糖廠停止製糖後，原有廠區部份用於生產特殊糖，原隸屬於北港糖廠，於2005年7月1日改隸屬於南靖糖廠。部份廠區轉為台糖生物科技中心，投資金額近新台幣10億元，並於2004年10月完工量產。生技廠發展方向為醱酵培養、生物轉化、動植物或微生物生理成分萃取等核心技術之研發。

## 觀光

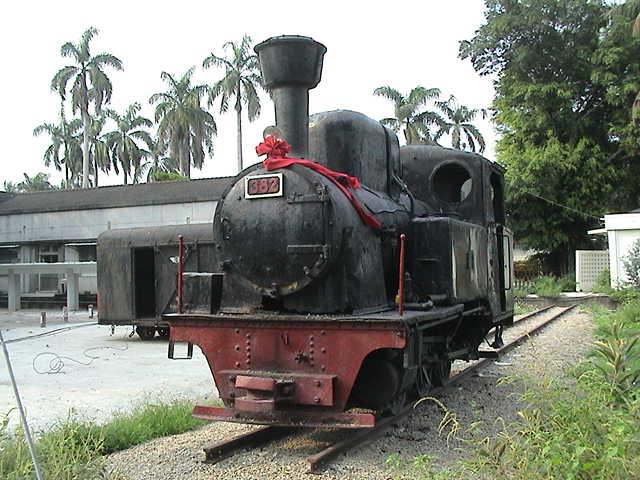
嘉義縣大林鎮大林糖廠福利社旁舊火車頭，現已遷移至嘉義鐵道藝術村

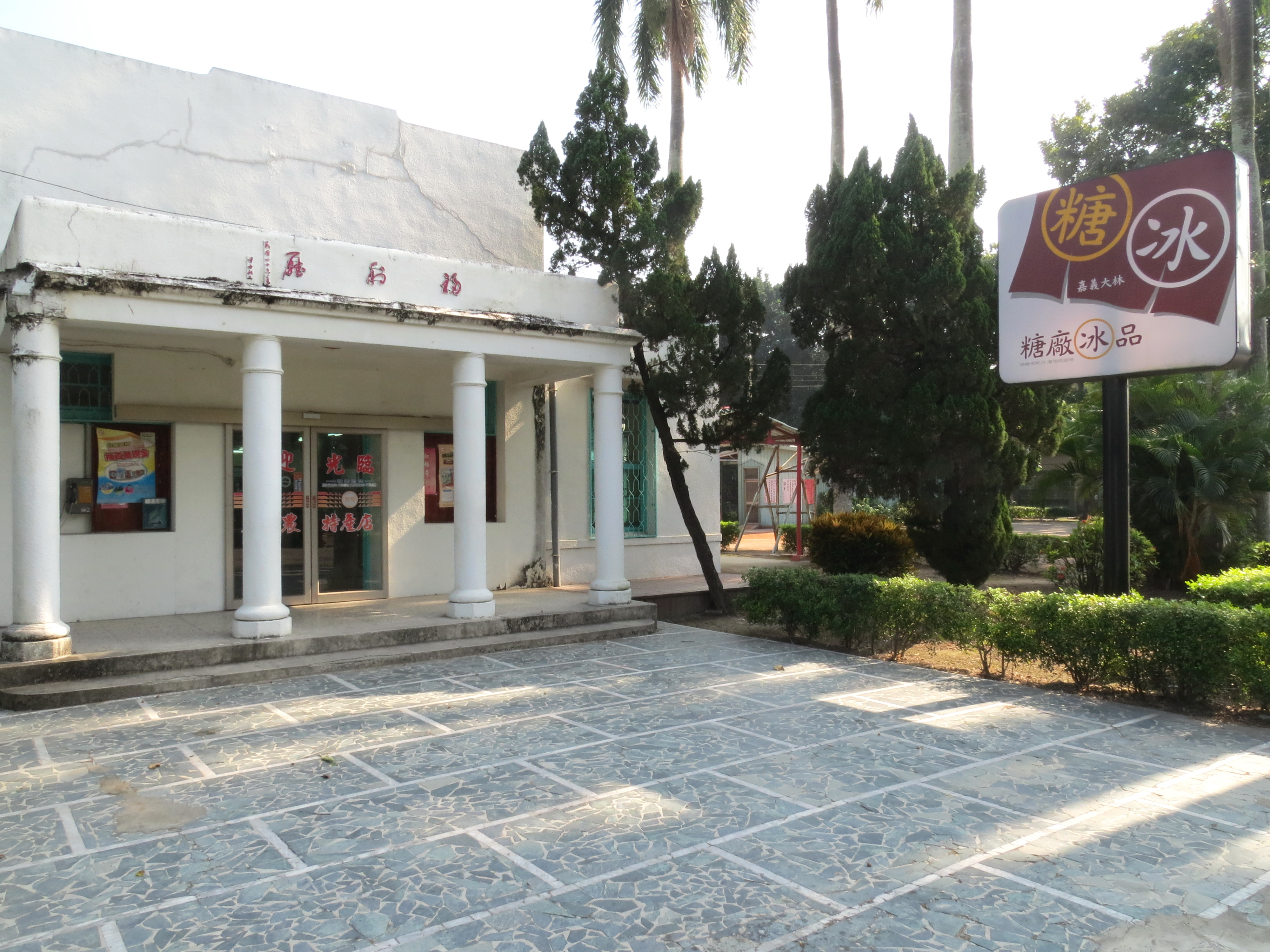
大林糖廠福利社

- 時光生態綠廊：自從台灣製糖業逐漸沒落，大林鎮北勢文化發展協會提出了「時光生態綠廊」規劃案並由大林鎮公所支持與推廣，將大林糖廠的廢鐵道作為基礎，做了室內空間改造與戶外造景，並與本地產業結合自然生態環境及觀光自行車道，展現台灣昔日糖業風光。

- 大林糖廠福利社：大林糖廠位於國道一號附近，為鎮內著名的日常休憩場所，往來南北旅客可至糖廠附屬的福利社休息與觀光，福利社有自產獨特的枝阿冰、冰淇淋、綠豆沙等冰品，在鎮上頗具馳名，內部並有展售多種台糖生技產品。福利社外還有展示運糖蒸氣小火車頭與台糖平客車廂，廠區附近有台糖員工宿舍的昔日建築與公園。此地為鎮內民眾與觀光客週休二日例假日經常去處。[1]

## 參见
- 台灣糖業公司
- 台灣糖業鐵路
- 大林阿彌陀佛碑

## 外部連結
- 大林糖廠-台灣製糖工廠百年文史地圖 （页面存档备份，存于）
- 台糖全球中文入口網-糖廠冰品 （页面存档备份，存于）
- CTIN台灣旅遊聯盟-大林糖廠 （页面存档备份，存于）
- 大林糖廠鐵道分佈圖